# Couepia schottii
Couepia schottii är en tvåhjärtbladig växtart som beskrevs av Karl Fritsch. Couepia schottii ingår i släktet Couepia och familjen Chrysobalanaceae. IUCN kategoriserar arten globalt som sårbar. Inga underarter finns listade i Catalogue of Life.